# Vrakúň
Vrakúň est un village de Slovaquie situé dans la région de Trnava.

## Histoire
Première mention écrite du village en 1260.

## Démographie

### Évolution de la population
| Année:               | 1994. | 2004.   | 2014.   | 2024.    |
| -------------------- | ----- | ------- | ------- | -------- |
| Nombre de personnes: | 2463  | 2487    | 2637    | 2946     |
| Différence:          |       | +0,97 % | +6,03 % | +11,71 % |

| Année:               | 2023. | 2024.   |
| -------------------- | ----- | ------- |
| Nombre de personnes: | 2932  | 2946    |
| Différence:          |       | +0,47 % |